# Коронація Наполеона I

«Коронація Наполеона» Жак-Луї Давид, 1806

Коронація Наполеона І як імператора французів — церемонія інтронізації і коронації при сходженні Наполеона І Бонапарта на трон Французької імперії, що відбулася як наслідок проголошенням Наполеона Імператором. 
18 травня 1804 року Сенат передав імператору повноваження республіканського уряду Першої французької республіки, після чого розпочалась підготовка до коронації. Піднесення Наполеона до імператора було схвалено 99.93% французькими громадянами на Конституційному референдумі 1804 р. Серед мотивацій Наполеона до того, щоб бути коронованим, було підтримання авторитету його влади в міжнародних роялістських та католицьких колах та створення основи для майбутньої правлячої династії.
В неділю 2 грудня 1804 року (11 Фример XIII року за французьким республіканським календарем) релігійну урочисту коронаційну церемонію провів Папа Римський Пій VII, після чого відбулась власне коронація в Соборі Нотр-Дам в Парижі. 
Вона тривала майже п'ять годин; художник Жак-Луї Давид зобразив її на двох полотнах: «Коронація Наполеона» і «Роздача орлів». Ця подія знаменувала «створення сучасної імперії».

## Історія
Наполеон І прагнув закріпити легітимність свого імператорського правління, з його новоствореною династією та новою військовою шляхтою. З цією метою була розроблена нова церемонія коронації, яка суттєво відрізнялася від традиційної коронації королів Франції, яка підкреслювала освячення короля (фр. Sacre) і його помазання архієпископом Реймса в Реймському соборі. 
Церемонія коронації Наполеона І як імператора французів був урочистим священнодійством, проведеним в катедральному Соборі Паризької Богоматері в присутності Папи Римського Пія VII. Наполеон зібрав воєдино різні обряди і традиції: включаючи обряди каролінзьких традицій, королівські традицій «старого режиму» і традиції Французької революції. Все це було обставлено з максимальною урочистістю та величчю. 

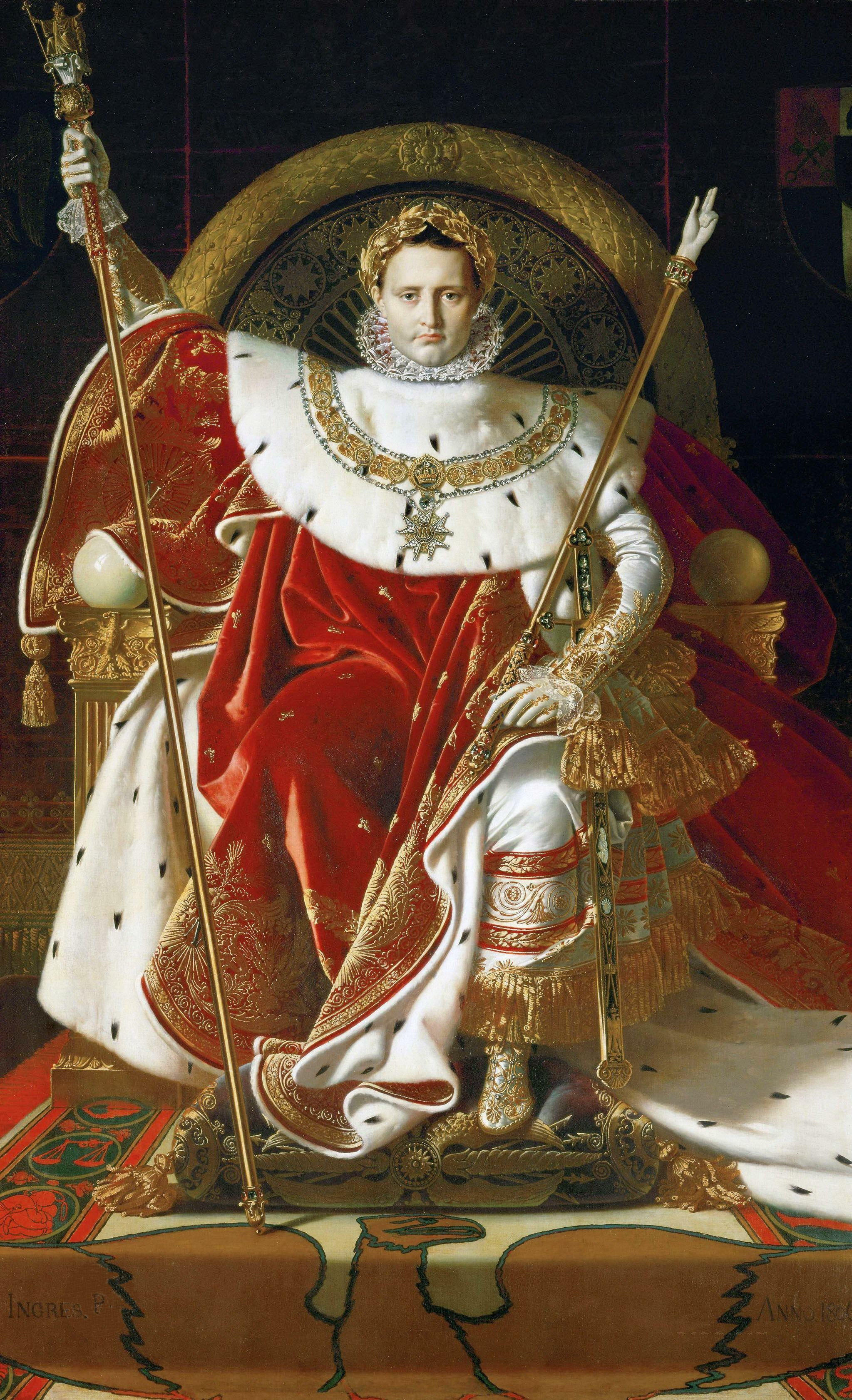
«Наполеон на імператорському троні» Жан Огюст Домінік Енгр, 1806

5 листопада 1804 року Папа виїхав з Рима. 25 листопада Наполеон зустрів його на шляху в лісі Фонтенбло. З військовими почестями Папу Римського було проваджено в палац Фонтенбло, де він залишався протягом чотирьох діб. Адже виникла неузодженість щодо шлюбу з Жозефіною, укладений 1796 року, який був цивільним і, отже, недійсним з точки зору канонічного права. Проблему усунув дядько Наполеона кардинал Жозеф Феш, який 1 грудня обвінчав пару в палаці Тюїльрі в присутності священика з церкви Сен-Жермен-л'Осерруа, Талейрана і маршала Бертьє.
Після цього Папа Римський Пій VII виїхав до Парижу, щоб звершити богослужіння під час коронації Наполеона І. В церемонію було введено низку французьких елементів: таких як спів Veni Creator, за яким під час процесії входу монарха слідувала колекта П'ятидесятниці; використання для помазання мира; помазання голови і обидві руки, а не правої руки і задньої частини шиї, і включення декількох молитов і формул з коронаций французьких королів, щоб благословляти імператорські клейноди. По суті, французькі і римські елементи були об'єднані в новий, унікальний обряд, створений спеціально для цієї церемонії. Крім того, спеціальний обряд дозволяв Наполеону майже весь час сидіти, а не стояти на колінах під час внесення клейнодів та під час низки інших церемоній, і зводив прийняття клятви, щодо вірності Церкви на початку літургії, до одного слова.

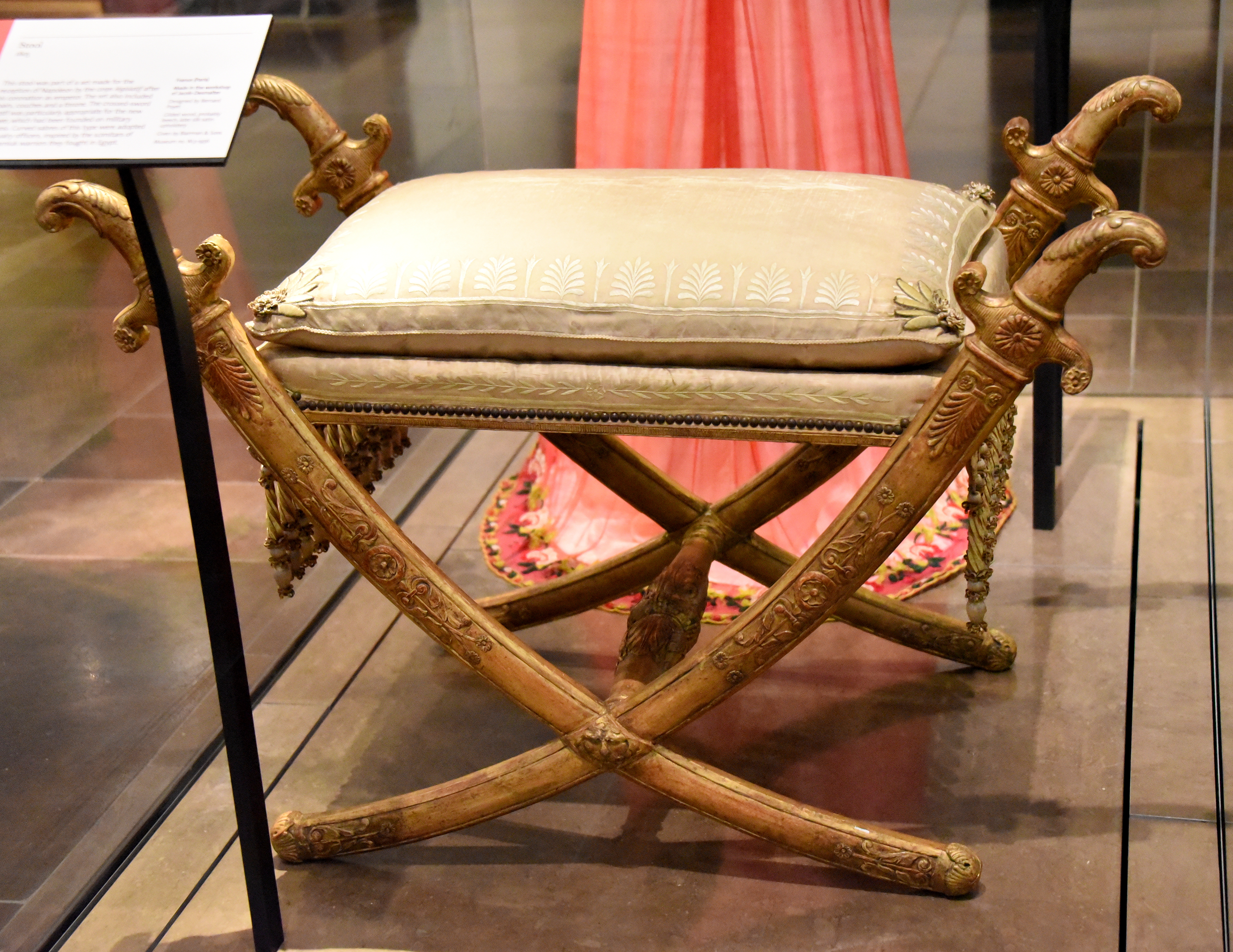
Стілець для прийомів Наполеона в Сенаті. Виготовлений у майстерні Якоба-Дематьє за проектом Бернара Пойє, 1805.

Наполеон І був коронований Імператором французів у неділю, 2 грудня 1804 р. (11 фрімера, рік XIII за французьким республіканським календарем). 
Хоча для імператора Наполеона III 1855 року було виготовлено імператорську корону, офіційної церемонії коронації для імператора та імператриці проведено не було.

## Клейноди

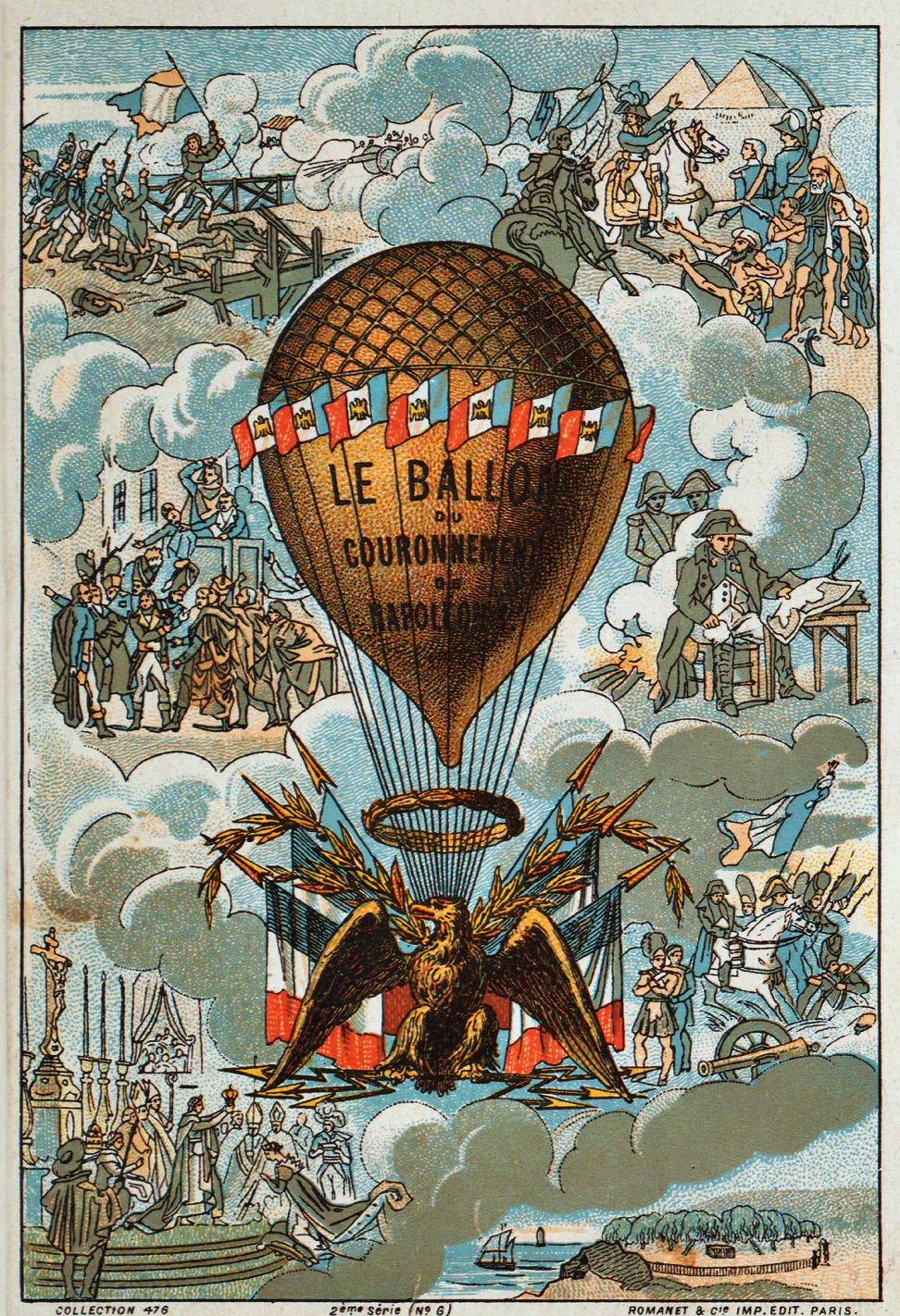
Коронаційна повітряна куля

Місцем імператорської коронації був Катедральний Собор Паризької Богоматері. Для цієї церемонії було виготовлено сотні квінарій (маленьких монет, викарбованих в давньоримській традиції), кинутих у натовп після коронації.
Від золотого лаврового вінка залишилися тільки два відомих листа, один з яких виставлено в музеї Наполеона в замку Фонтенбло. У вінку було 44 великих і 12 малих лаврового листя. Визнавши його занадто важким, Наполеон зажадав, щоб ювелір Мартін-Гійом Б'єнн, який створив вінок, видалив з нього шість золотих листків; пізніше ювелір подарував їх своїм донькам. 
Також були виготовлені Тіара Наполеона та корона Наполеона I, що зберігається в Луврі. Також існував Коронаційний жезл, прикрашений бджолами, і меч із золотою рукояттю, інкрустованою діамантами. Жезл був в руках герольда, капітана Мішеля Дювердьє, коли Наполеона проголосили Імператором.
Коронаційний перстень — каблучка з рубіном в 5,33 карата має на звороті герб Імператора, увінчаний папською тіарою Папи Пія VII.
Великий герб Імператора з позолоченої бронзи, зроблений для прикраси собору, а також картина Наполеона в коронаційному костюмі в натуральну величину.
Парадне сідло Наполеона. Воно, ймовірно, використовувалося в процесії, яка супроводжує карету Імператора в день церемонії.
Стілець, який був частиною набору мебелі, зробленої для прийому Наполеона І в законодавчому корпусі після його коронації імператором. Зроблено в майстерні Якоба-Дематьє за проєктом Бернара Поє, 1805. 